# Thelypteris cuneata
Thelypteris cuneata är en kärrbräkenväxtart som först beskrevs av Carl Frederik Albert Christensen, och fick sitt nu gällande namn av C. Reed. Thelypteris cuneata ingår i släktet Thelypteris och familjen Thelypteridaceae. Inga underarter finns listade.